# Zinn von Zinnenburg

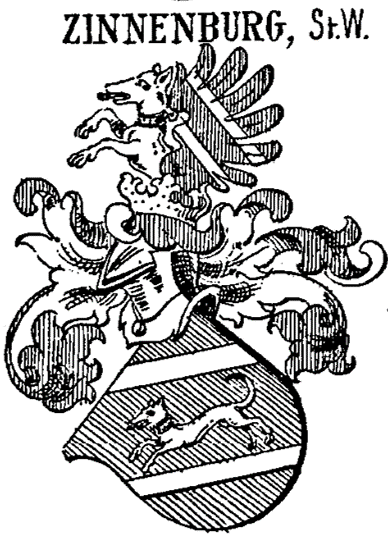
Stammwappen derer von Zinnenburg (1537) in Siebmachers Wappenbuch

Die Freiherren Zinn von Zinnenburg (italienisch de Zinis) sind ein österreichisches Adelsgeschlecht, welches aus der Grafschaft Tirol stammte und auch in Böhmen und Schlesien zu Besitz gelangte. Es besteht keine Verwandtschaft zu den Cimburg und Welser von Zinnenburg. Die Familie besteht gegenwärtig fort.

## Geschichte
Älterer Literatur zufolge soll die Tiroler Familie aus Mähren stammen, wobei die Annahme auf einer irrtümlichen Gleichsetzung mit dem Adelsgeschlecht Cimburg beruht. Das vermehrte Wappen der Welser Freiherren von Zinnenburg geht wohl auf letztere Familie zurück. Die Mutter von Philippine Welser, Anna Freiin von Zinnenburg, gehörte daher nicht zu der hier beschriebenen Familie. 
Am 10. Oktober 1537 erhob der Trienter Bischof Bernhard von Cles die Brüder Anton, Johann und Niclas „de Zinis“ in den Adelsstand. Auf Grund der Kriegsverdienste ihres Vaters Johann (Hans) Zinn erlangten die Brüder Johann Anton, Peter und Jakob de Zinnis von Kaiser Ferdinand I. und Kaiser Rudolf II. mit Diplomen vom 30. September 1560 und 31. Dezember 1584 eine Adelsbestätigung und Erhebung in den Ritterstand, mit dem Prädikat „von Zinnenburg“ sowie eine Wappenbesserung. Johann Anton Zinn von Zinnenburg fungierte als fürstlich-bayerischer Rat und Schlosshauptmann sowie Obrist des Landsberger Bundes. Der k. k. Hauptmann Jakob Zinn von Zinnenburg erlangte 1631 wegen seines Gutes Maires das böhmische Inkolat. Dessen Sohn Johann Simon Zinn von Zinnenburg erwarb in Schlesien die Güter Granowitz, Schorkan und Deutsch-Leippe. Den Stamm setzte in Österreich Franz Maximilian Zinn von Zinnenburg fort. Seine Söhne, der k. k. Oberstleutnant Ferdinand Zinn von Zinnenburg und der k. k. Rittmeister Karl Zinn von Zinnenburg, erhielten am 10. Dezember 1777 von Kaiserin Maria Theresia den erbländisch-österreichischen Freiherrenstand. Nach dem österreichischen Adelsaufhebungsgesetz von 1919 nannte sich die Familie in Österreich seither Zinn-Zinnenburg.

## Standeserhebungen
- 10. Oktober 1537: fürstbischöflich-Trienter Adelsstand
- 30. September 1560: Adelsbestätigung
- 31. Dezember 1584: Adelsbestätigung bzw. Freiheit[3][4]
- 10. Dezember 1777: erbländisch-österreichischer Freiherrenstand[5]
- 2. Juni 1812: Böhmischer Herrenstand[6]

## Wappen
„Wappen von 1537: In Rot zwei schmale silberne Balken, dazwischen ein aufwärts laufender, golden-silberner Windhund. Kleinod: der Windhund wachsend aus der Krone vor einem roten mit zwei silbernen Schrägrechtsbalken belegten Flügel. Decken: rot-silbern.“

„Wappen von 1584: Quadriert; in Feld 1 und 4 das Stammwappen; in Feld 2 und 3 in Gold ein aufspringendes schwarzes Pferd. Auf zwei gekrönten Helmen: I. das Kleinod des Stammwappens; Decken: rot-silbern; II. das wachsende Pferd; Decken: schwarz-golden.“

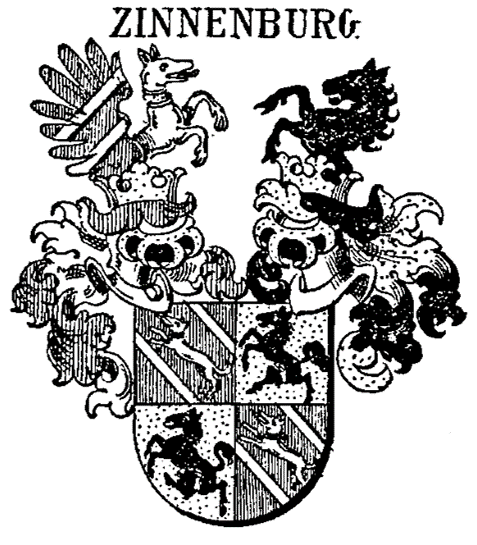
Vermehrtes Wappen derer von Zinnenburg (1584) in Siebmachers Wappenbuch
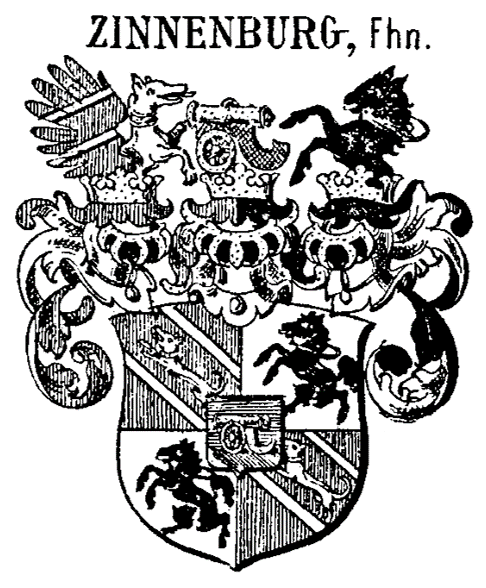
Freiherrenwappen derer von Zinnenburg (1777) in Siebmachers Wappenbuch
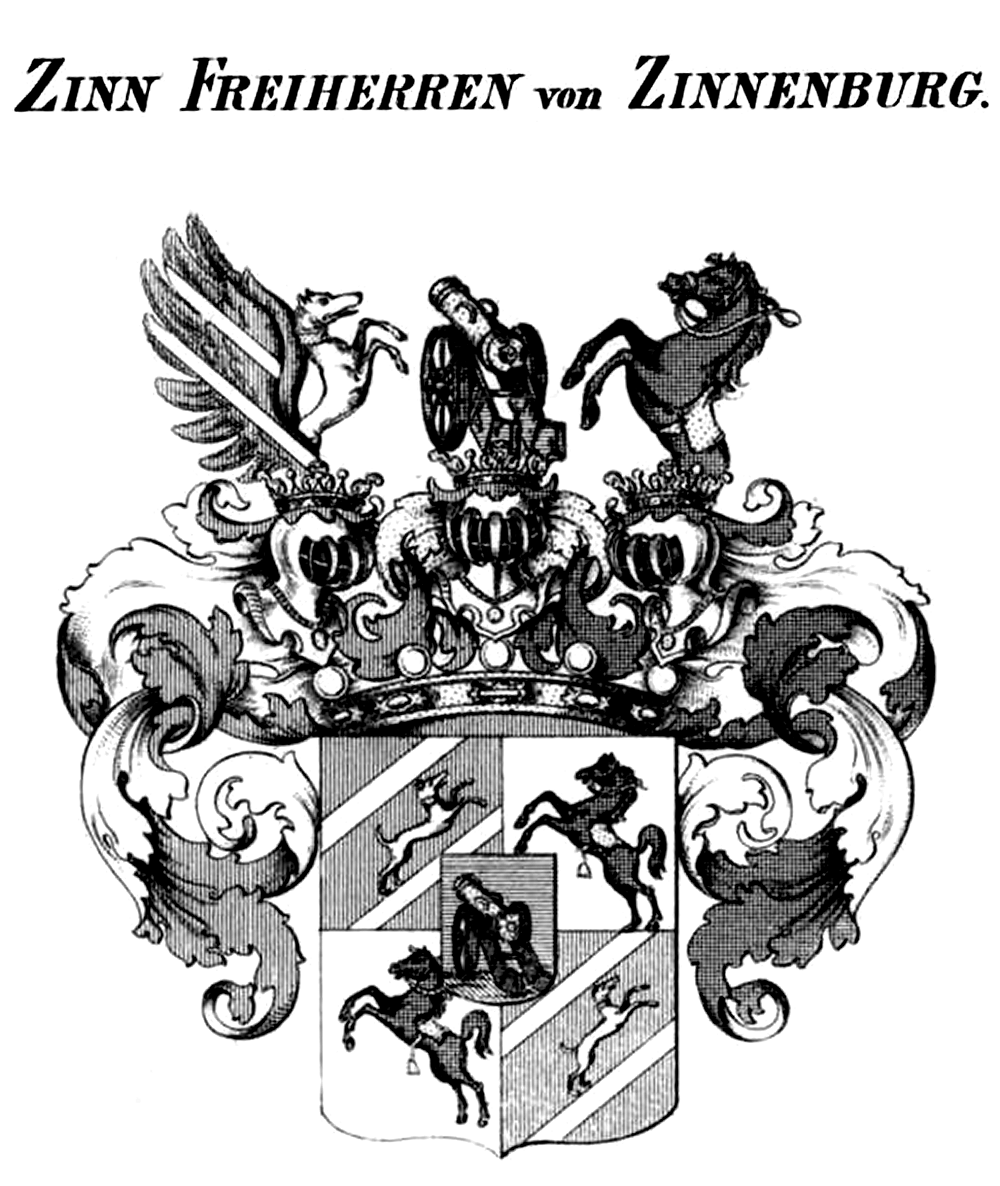
Wappen der Freiherren Zinn von Zinnenburg nach Konrad Tyroff

## Persönlichkeiten
- Ferdinand Zinn von Zinnenburg, österreichischer Maler, Schüler an der k. k. Akademie der bildenden Künste in Wien
- Franz Zinn von Zinnenburg (1805–1892), Ingenieur, Taxator der k. k. Forstdirektion, begraben in Gries, letzter der jüngeren Linie[7][8]
- Johann Anton Zinn von Zinnenburg, fürstlich-bayerischer Rat und Schlosshauptmann, Obrist des Landsberger Bundes
- Johann Anton Zinn von Zinnenburg, Kanoniker beim Domstift Heilig-Kreuz in Breslau[9]